# Prix Goncourt des lycéens

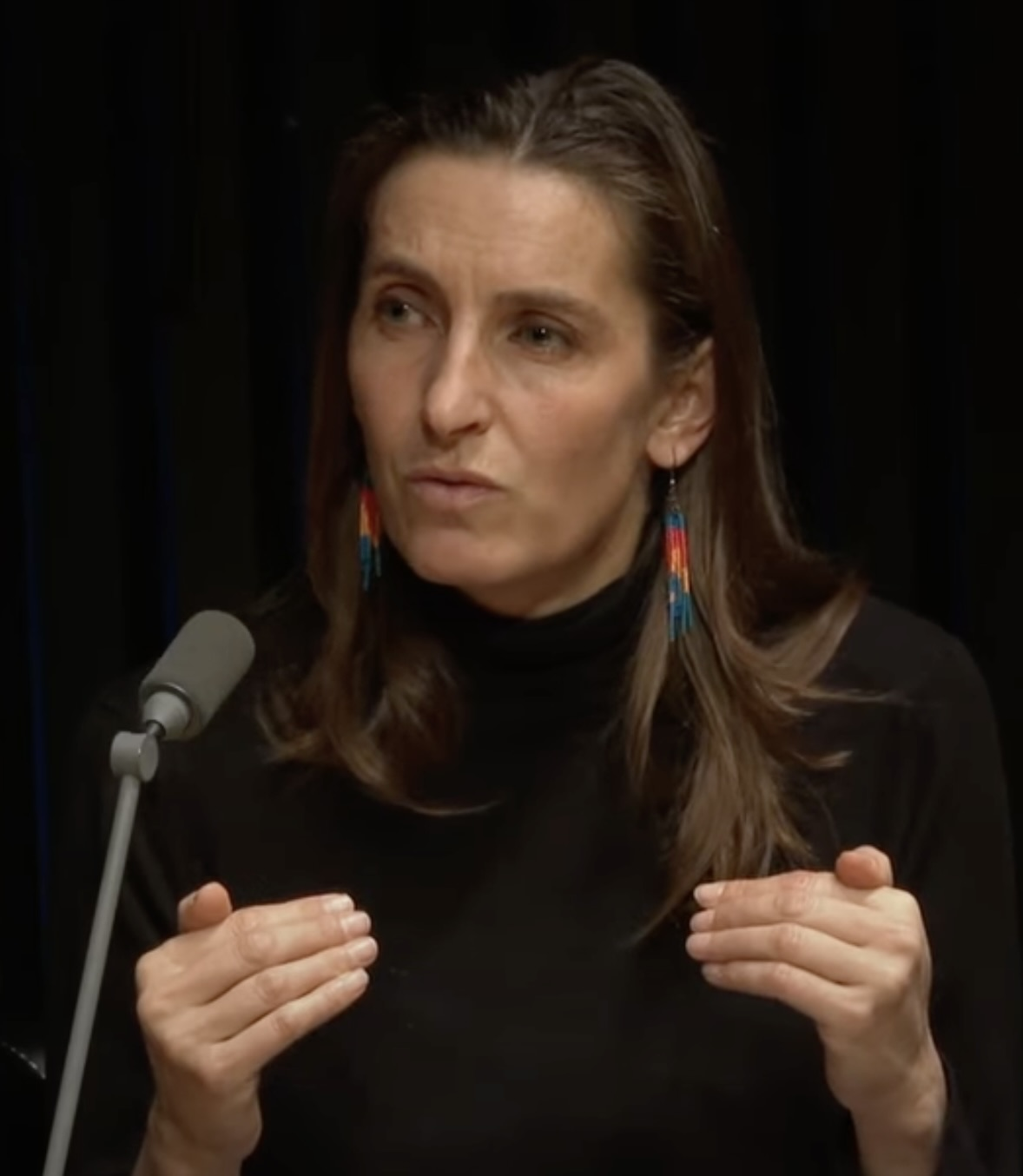
Preisträgerin 2023: Neige Sinno für Triste Tigre

Der Prix Goncourt des lycéens (dt.: „Goncourt-Preis der Oberstufen-Schüler“) ist ein französischer Literaturpreis. Er wird vom französischen Bildungsministerium unter Schirmherrschaft der Académie Goncourt in Zusammenarbeit mit der Handelskette Fnac und dem Réseau Canopé organisiert. Französische Schulklassen küren mit der Auszeichnung den aus ihrer Sicht besten Roman unter den für den regulären Prix Goncourt nominierten Werken. Der Prix Goncourt des lycéens wird alljährlich im November, einige Tage nach dem Prix Goncourt, vergeben. Der Preis soll die Schüler im Alter zwischen 15 und 18 Jahren in die zeitgenössische französische Literatur einführen und generell zum Lesen anregen.

## Geschichte und Auswahlverfahren
Die Auszeichnung wurde erstmals im Jahr 1988 auf Anregung von zehn bretonischen Schulen vergeben. Mittlerweile wird die Organisation zentral vom französischen Bildungsministerium übernommen.
Landesweit werden nach Anmeldung der Institutionen im Mai eines Jahres etwa 50–52 Schulklassen mit insgesamt ca. 2000 Schülern ausgewählt, um am Prix Goncourt des lycéens teilzunehmen. Welche Klasse einer Schule teilnimmt, hängt von der Entscheidung der jeweiligen Lehrkräfte ab. Nach Auswahl der nominierten Werke durch die Académie Goncourt Anfang September stellt Fnac die entsprechenden Bücher den Schulklassen zur Verfügung. Diese haben zwei Monate Zeit, die Romane mit ihren Lehrern zu lesen. Parallel werden sieben regionale Treffen zwischen den Schülern und den Buchautoren organisiert. Nach Beendigung der Lesungen wählt jede Klasse einen Vertreter, der die jeweils favorisierten Romane bei regionalen Beratungstreffen vorstellt. Die Beratungen finden zeitgleich im November in den sechs Städten Lyon, Nantes, Metz, Paris, Marseille und Rennes statt. Jede der sechs Regionen wählt daraufhin zwei Repräsentanten aus, die ihre drei favorisierten Bücher bei den finalen Beratungen Mitte November in Rennes vorstellen und über den Gewinner des Prix Goncourt des lycéens entscheiden.
Bis 2017 nahmen über 17.000 Schüler am Wettbewerb teil. Mehr als 37.000 Exemplare von 216 verschiedenen zeitgenössischen Romanen wurden gelesen.
Einer Studie der GfK zufolge, die im Auftrag der Zeitschrift Livres Hebdo entstand, war der Prix Goncourt des lycéens im Zeitraum 2014–2018 mit durchschnittlich 314.000 verkauften Exemplaren der zweiteinflussreichste Literaturpreis für den französischen Buchmarkt, hinter dem regulären Prix Goncourt (durchschnittlich 367.100 verkaufte Exemplare).

## Preisträger
1988, 1989, 1991 und 1995 stimmte der Gewinner des Prix Goncourt des lycéens mit dem regulären Prix-Goncourt-Gewinner überein. Bis 2019 wurden am häufigsten Werke aus dem Verlag Grasset (sieben Siege) prämiert, gefolgt von Gallimard (6) und Actes Sud (5).
| Jahr | Preisträger/-in        | Roman                                           | Deutscher Titel                                    |
| ---- | ---------------------- | ----------------------------------------------- | -------------------------------------------------- |
| 1988 | Érik Orsenna           | L’exposition coloniale                          | Gabriel II. oder was kostet die Welt               |
| 1989 | Jean Vautrin           | Un grand pas vers le bon Dieu                   | Das Herz spielt Blues                              |
| 1990 | Françoise Lefèvre      | Le petit prince cannibale                       | Stummer, kleiner Prinz                             |
| 1991 | Pierre Combescot       | Les filles du calvaire                          |                                                    |
| 1992 | Eduardo Manet          | L’île du lézard vert                            |                                                    |
| 1993 | Anne Wiazemsky         | Canines                                         |                                                    |
| 1994 | Claude Pujade-Renaud   | Belle-mère                                      | Die Stiefmutter                                    |
| 1995 | Andreï Makine          | Le testament français                           | Das französische Testament                         |
| 1996 | Nancy Huston           | Instruments des ténèbres                        | Instrumente der Finsternis                         |
| 1997 | Jean-Pierre Milovanoff | Le maître des paons                             |                                                    |
| 1998 | Luc Lang               | Mille six cents ventres                         | 1600 Bäuche                                        |
| 1999 | Jean-Marie Laclavetine | Première ligne                                  |                                                    |
| 2000 | Ahmadou Kourouma       | Allah n’est pas obligé                          | Allah muss nicht gerecht sein                      |
| 2001 | Shan Sa                | La joueuse de go                                | Die Go-Spielerin                                   |
| 2002 | Laurent Gaudé          | La mort du roi Tsongor                          | Der Tod des Königs Tsongor                         |
| 2003 | Yann Apperry           | Farrago                                         | Das zufällige Leben des Homer Idlewilde            |
| 2004 | Philippe Grimbert      | Un secret                                       | Ein Geheimnis                                      |
| 2005 | Sylvie Germain         | Magnus                                          |                                                    |
| 2006 | Léonora Miano          | Contours du jour qui vient                      |                                                    |
| 2007 | Philippe Claudel       | Le rapport de Brodeck                           | Brodecks Bericht                                   |
| 2008 | Catherine Cusset       | Un brillant avenir                              |                                                    |
| 2009 | Jean-Michel Guenassia  | Le club des incorrigibles optimistes            | Der Club der unverbesserlichen Optimisten          |
| 2010 | Mathias Énard          | Parle-leur de batailles, de rois et d’éléphants | Erzähl ihnen von Schlachten, Königen und Elefanten |
| 2011 | Carole Martinez        | Du domaine des Murmures                         |                                                    |
| 2012 | Joël Dicker            | La vérité sur l’affaire Harry Quebert           | Die Wahrheit über den Fall Harry Quebert           |
| 2013 | Sorj Chalandon         | Le quatrième mur                                | Die vierte Wand                                    |
| 2014 | David Foenkinos        | Charlotte                                       | Charlotte                                          |
| 2015 | Delphine de Vigan      | D’après une histoire vraie                      | Nach einer wahren Geschichte                       |
| 2016 | Gaël Faye              | Petit pays                                      | Kleines Land                                       |
| 2017 | Alice Zeniter          | L’art de perdre                                 | Die Kunst zu verlieren                             |
| 2018 | David Diop             | Frère d’âme                                     | Nachts ist unser Blut schwarz                      |
| 2019 | Karine Tuil            | Les choses humaines                             | Menschliche Dinge                                  |
| 2020 | Djaïli Amadou Amal     | Les impatientes                                 | Die ungeduldigen Frauen                            |
| 2021 | Clara Dupont-Monod     | S’adapter                                       | Brüderchen                                         |
| 2022 | Sabyl Ghoussoub        | Beyrouth-sur-Seine                              |                                                    |
| 2023 | Neige Sinno            | Triste Tigre                                    | Trauriger Tiger                                    |
| 2024 | Sandrine Collette      | Madelaine avant l’aube                          |                                                    |